# The Essential Simon and Garfunkel
The Essential Simon and Garfunkel è la prima raccolta di Simon and Garfunkel formata da due dischi.
Le tracce sono state registrate tra il 1964 ed il 1975, mentre la raccolta è stata pubblicata il 14 ottobre 2003.
Tutte le canzoni sono di Paul Simon eccetto quelle segnate.

## Disco 1
1. Wednesday Morning, 3AM (Live) - 2:43
2. Bleecker Street - 2:43
3. The Sounds of Silence - 3:03
4. Leaves That Are Green (Live) - 2:29
5. A Most Peculiar Man (Live) - 2:32
6. I Am A Rock - 2:49
7. Richard Cory - 2:54
8. Kathy's Song (Live) - 3:21
9. Scarborough Fair/Canticle - 3:10 (Art Garfunkel/Paul Simon)
10. Homeward Bound - 2:28
11. Sparrow (live) - 3:02
12. The 59th Street Bridge Song (Feelin' Groovy) - 1:53
13. The Dangling Conversation - 2:37
14. A Poem On The Underground Wall (Live) - 2:05
15. A Hazy Shade Of Winter - 2:17
16. At The Zoo - 2:23

## Disco 2
1. Mrs. Robinson - 4:04
2. Fakin' It - 3:17
3. Old Friends - 2:36
4. Bookends Theme - 1:20
5. America - 3:36
6. Overs (Live) - 2:24
7. El Condor Pasa (If I Could) - 3:06 (D.A. Robles/Jorge Milchberg/Paul Simon)
8. Bridge over Troubled Water - 4:52
9. Cecilia - 2:55
10. Keep The Customer Satisfied - 2:35
11. So Long, Frank Lloyd Wright - 3:41
12. The Boxer - 5:08
13. Baby Driver - 3:16
14. The Only Living Boy In New York - 3:58
15. Song For The Asking - 1:49
16. For Emily, Whenever I May Find Her (Live) - 2:25
17. My Little Town - 3:55

## Tracce Bonus
È stata distribuita una seconda versione della raccolta in Europa e in Australia, contenente tracce bonus. La lista dei brani è riportata di seguito, tutte le canzoni sono di Paul Simon eccetto quelle segnate.

### Disco 1
1. The Sound of Silence - 3:03
2. Wednesday Morning, 3AM (Live) - 2:43
3. Bye Bye Love - 2:53 (F. Bryant/B. Bryant/Paul Simon)
4. Bleecker Street - 2:43
5. I Am A Rock - 2:49
6. A Most Peculiar Man (Live) - 2:32
7. Richard Cory - 2:54
8. Kathy's Song (Live) - 3:21
9. Scarborough Fair/Canticle - 3:10 (Art Garfunkel/Paul Simon)
10. Homeward Bound - 2:28
11. Sparrow (Live) - 3:02
12. Leaves That Are Green (Live) - 2:29
13. He Was My Brother - 2:48
14. The 59th Street Bridge Song (Feelin' Groovy) - 1:53
15. The Dangling Conversation - 2:37
16. A Poem On The Underground Wall (Live) - 2:05
17. Blessed (Live) - 3:46
18. Cloudy - 2:21
19. Blues Run The Game - 2:51 (Jackson C. Frank)
20. A Hazy Shade Of Winter - 2:17

### Disco 2
1. Mrs. Robinson - 4:04
2. Bridge Over Troubled Water - 4:52
3. At The Zoo - 2:23
4. Fakin' It - 3:17
5. Old Friends - 2:36
6. Bookends Theme - 1:20
7. Punky's Dilemma - 2:13
8. Overs (Live) - 2:24
9. A Church Is Burning (Live) - 3:21
10. America - 3:36
11. El Condor Pasa (If I Could) - 3:06 (D.A. Robles/Jorge Milchberg/Paul Simon)
12. Cecilia - 2:55
13. Keep The Customer Satisfied - 2:35
14. So Long, Frank Lloyd Wright - 3:41
15. The Boxer - 5:08
16. Baby Driver - 3:16
17. The Only Living Boy In New York - 3:58
18. Song For The Asking - 1:49
19. For Emily, Whenever I May Find Her (Live) - 2:25
20. My Little Town - 3:55